# Lola Rodríguez de Tió

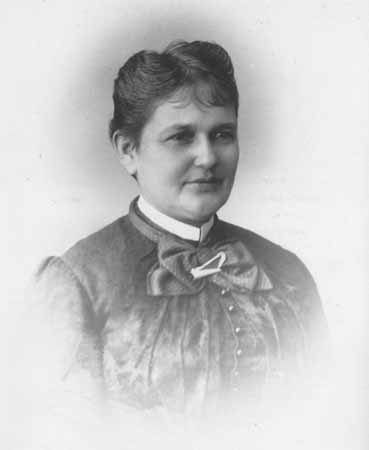
Lola Rodríguez de Tió (Library of Congress)

Lola Rodríguez de Tió (vollständiger Name: Dolores Rodríguez de Astudillo y Ponce de León, * 14. September 1843 in San Germán, Puerto Rico; † 10. November 1924 in Havanna, Kuba) war die erste puerto-ricanische Dichterin, die in ganz Lateinamerika erfolgreich war. Sie setzte sich für die Rechte der Frauen, die Abschaffung der Sklaverei und die Unabhängigkeit ihrer Heimat ein.

## Frühe Jahre
Lolas Vater, Sebastián Rodriguez de Astudillo, war der Gründer der örtlichen Anwaltskammer Colegio de Abogados de Puerto Rico. Ihre Mutter, Carmen Ponce de Leon war eine Nachfahrin von Juan Ponce de León. Lola wurde zu Hause unterrichtet und entwickelte eine Liebe zur Literatur. Insbesondere die Werke von Fray Luis de Leon dienten ihr als Quelle der Inspiration. Sie war schon in jungen Jahren sehr bestimmend; im Alter von 14 Jahren verlangte sie nach einem Missverständnis, ihr Haar entgegen der Norm kurz zu tragen, und behielt dies als persönliches Markenzeichen ihr Leben lang.

## Politische Aktivitäten
Lola zog mit ihrer Familie nach Mayagüez, wo sie Bonocio Tió Segarra kennenlernte und 1863 heiratete. Ihr Ehemann war Schriftsteller und importierte Bücher. Er schrieb oft Artikel für die lokale Presse und wurde im Rahmen des von der Regierung Erlaubten gegen das spanische Regime aktiv. Nach ihrer Hochzeit veröffentlichte Lola ihren ersten Gedichtband Mis Cantos, der eine für diese Zeit eindrucksvolle Auflage von 2500 Kopien erreichte.
1867 und 1889 wurden Lola und Bonocio vom spanischen Gouverneur Palacios aus Puerto Rico verbannt. Im ersten Exil gingen sie nach Venezuela. Bei der zweiten Verbannung zogen sie erst nach New York City und später nach Kuba, wo sie bis zum Tod blieben. 1868 schrieb Lola – inspiriert von Ramón Emeterio Betances’ Kampf für die Unabhängigkeit Puerto Ricos und die geplante Revolution Grito de Lares – den patriotischen Text zu der existierenden Hymne La Borinqueña (siehe unten). In Kuba wurde sie zum Mitglied der Cuban Academy of Arts and Letters und zur Inspektorin des lokalen Schulsystems ernannt.
Außerdem war sie für ihre patriotische Poesie über Puerto Rico und Kuba bekannt. Ihre bekannteste Werke waren Cuba y Puerto Rico son... (Kuba und Puerto Rico sind ...) und Mi Libro de Cuba (Mein Buch über Kuba).
1919 kehrte sie nach Puerto Rico zurück, wo sie mit einem großen Bankett im Ateneo Puertoriqueño geehrt wurde und ihre Cantos a Puerto Rico vortrug. Das Design und die Farben der Flagge Puerto Ricos, die 1954 offiziell anerkannt wurde, stammen von Lolas Idee, dieselbe Flagge wie Kuba mit umgekehrten Farben zu haben. In Puerto Rico sind zu ihren Ehren Schulen und Straßen nach ihr benannt.

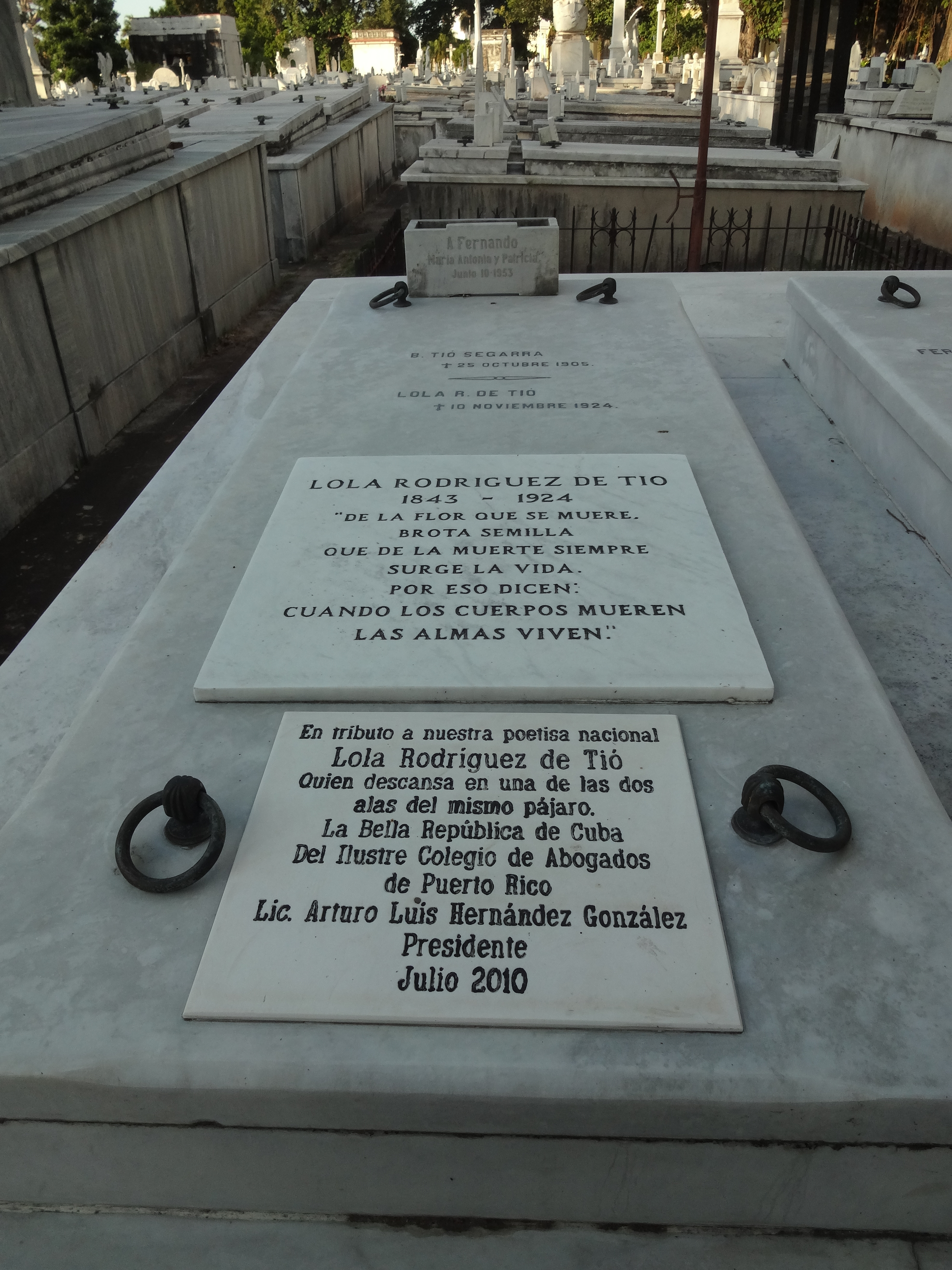
Grabstätte

Sie ist auf dem Cementerio Cristóbal Colón in Havanna bestattet.

## Revolutions-Text vonLa Borinqueña(1868)
| Spanische Originalversion                                                                                               | Deutsche Übersetzung |
| --- | --- |
| ¡Despierta, borinqueño que han dado la señal! ¡Despierta de ese sueño que es hora de luchar!                            | Erhebt euch, Puertoricaner! Der Ruf zu den Waffen ist erklungen Erwacht aus diesem Traum, es ist Zeit zu kämpfen!                     |
| A ese llamar patriótico ¿no arde tu corazón? ¡Ven! Nos será simpático el ruido del cañón.                               | Lässt dieser patriotische Ruf nicht eure Herzen beben? Kommt! Wir sind eins mit dem Donnern der Kanone.                               |
| Mira, ya el cubano libre será; le dará el machete su libertad. le dará el machete su libertad.                          | Kommt, die Kubaner werden bald frei sein; die Machete wird ihm seine Freiheit geben. die Machete wird ihm seine Freiheit geben.       |
| Ya el tambor guerrero dice en su son, que es la manigua el sitio, el sitio de la reunión, de la reunión, de la reunión. | Nun sagt die Kriegstrommel mit ihrem Klang, dass der Dschungel der Ort ist der Ort der Vereinigung, der Vereinigung, der Vereinigung. |
| El Grito de Lares se ha de repetir, y entonces sabremos vencer o morir.                                                 | Der Grito de Lares muss wiederholt werden, und dann werden wir wissen: Sieg oder Tod.                                                 |
| Bellísima Borinquén, a Cuba hay que seguir; tú tienes bravos hijos que quieren combatir.                                | Das schöne Puerto Rico muss Kuba folgen; du hast tapfere Söhne, die kämpfen wollen.                                                   |
| Ya por más tiempo impávido no podemos estar, ya no queremos, tímidos dejarnos subyugar.                                 | Nun können wir nicht länger ruhig bleiben; jetzt wollen wir uns nicht ängstlich von ihnen unterjochen lassen.                         |
| Nosotros queremos ser libre ya, y nuestro machete afilado está, y nuestro machete afilado está.                         | Wir wollen jetzt frei sein, und unsere Machete ist geschärft, und unsere Machete ist geschärft.                                       |
| ¿Por qué, entonces, nosotros hemos de estar, tan dormidos y sordos y sordos a esa señal? a esa señal, a esa señal?      | Warum waren wir dann so schläfrig und taub zu dem Ruf? zu dem Ruf, zu dem Ruf?                                                        |
| No hay que temer, riqueños al ruido del cañón, que salvar a la patria es deber del corazón!                             | Ihr müsst keine Angst haben, Puertoricaner, vor dem Dröhnen der Kanone; die Nation zu retten ist eine Herzensangelegenheit.           |
| Ya no queremos déspotas, caiga el tirano ya, las mujeres indómitas también sabrán luchar.                               | Wir wollen keine Despoten mehr, die Tyrannei soll nun stürzen; die unbesiegbaren Frauen werden auch wissen, wie man kämpft.           |
| Nosotros queremos la libertad, y nuestros machetes nos la darán, y nuestro machete nos la dará.                         | Wir wollen die Freiheit, und unsere Macheten werden sie uns geben, und unsere Macheten werden sie uns geben.                          |
| Vámonos, borinqueños, vámonos ya, que nos espera ansiosa, ansiosa la libertad. ¡La libertad, la libertad!               | Auf gehts, Puertoricaner, kommt jetzt, wir hoffen und warten auf die Freiheit, warten auf die Freiheit. Freiheit, Freiheit!           |